# Тенис на Летњим олимпијским играма 1920.
Такмичења у тенису на Олимпијским играма 1920. у Антверпену у Белгији одржана су у пет дисциплина у мушкој и женској конкуренцији појединачно, паровима и мешовитим паровима.

## Освајачи медаља
| Дисциплина           | Злато                                            | Сребро                                          | Бронза                                        |
| -------------------- | ------------------------------------------------ | ----------------------------------------------- | --------------------------------------------- |
| Мушкарци појединачно | Луис Рејмонд Јужна Африка                        | Ичија Кумагае Јапан                             | Чарлс Винслоу Јужна Африка                    |
| Мушки парови         | Освалд Тернбул · Максвел Вуснам Велика Британија | Ичија Кумагае · Сејичиро Кашио Јапан            | Пјер Албаран · Макс Декижи Француска          |
| Жене појединачно     | Сизан Ланглан Француска                          | Едит Холма Велика Британија                     | Кетлин Макејн Велика Британија                |
| Женски парови        | Катлин Макејн · Маргарет Макнер Велика Британија | Винифред Бимиш · Едит Холман Велика Британија   | Елизабет Д'Ајен · Сизан Ланглан Француска     |
| Мешовити парови      | Сизан Ланглан · Макс Декижи Француска            | Кетлин Макејн · Максвел Вуснам Велика Британија | Милада Скрбкова · Ладислав Жемла Чехословачка |

## Биланс медаља
|    | Држава           | Злато | Сребро | Бронза | Укупно |
| 1. | Велика Британија | 2     | 3      | 1      | 6      |
| 2. | Француска        | 2     |        | 2      | 4      |
| 3. | Јужна Африка     | 1     |        | 1      | 2      |
| 4. | Јапан            |       | 2      |        | 2      |
| 5. | Чехословачка     |       |        | 1      | 1      |
|    | Укупно (5)       | 5     | 5      | 5      | 15     |